# Cinépanoramic
Cinépanoramic war eine im Jahre 1955 in Frankreich eingeführte Bezeichnung für ein anamorphotisches Verfahren für 35-mm-Breitwandfilme.

## Hintergrund
Während sich CinemaScope schnell bei mehreren großen amerikanischen Filmgesellschaften durchsetzte, zögerten die europäischen Produzenten. Zwar rüsteten die Kinobetreiber ihre Filmtheater nach und nach auf das neue System um, aber die von der 20th Century Fox als Rechteinhaberin verlangten Lizenzgebühren verhinderten bei einer größeren Anzahl europäischer Filmproduktionen die Nutzung der Marke CinemaScope und deren Kameratechnik.
Bereits 1953 stellte Ernst Abbe mit Cinépanoramic ein Konkurrenzsystem vor, mit dem sich die Markenrechte umgehen ließen. Das anamorphotische Linsensystem von Cinépanoramic war eine direkte Weiterentwicklung von CinemaScope. Das Filmbild wurde bei der Aufnahme um den Faktor 2 gestaucht und bei der Vorführung um den gleichen Faktor entzerrt, um das gewünschte Seitenverhältnis von 2,35:1 zu erhalten (siehe auch anamorphotisches Verfahren). Der dafür nötige Anamorphot an der Kamera besaß eine zusätzliche Korrekturlinse, um verzerrungsärmere Nahaufnahmen als bei der CinemaScope-Optik der 20th Century Fox zu ermöglichen.
Die französische DIC verkaufte das Verfahren auch ins Ausland. In den USA war Cinépanoramic als Naturama und in Großbritannien als Camerascope bekannt. Nur wenige Filme wurden mit dem ursprünglichen Namen Cinépanoramic verliehen. Unter dem späteren Namen Franscope war es eine der erfolgreichsten Marken für anamorphotische Breitbildfilme in Frankreich.

## Filme in Cinépanoramic
- 1955: Mademoiselle de Paris
- 1955: Straße der Verdammten (Le couteau sous la gorge)
- 1955: Der goldene Falke (Il falco d'oro)
- 1956: Guardia, guardia scelta, brigadiere e maresciallo
- 1957: Schrei des Gewissens (Les assassins du dimanche)
- 1957: Ruf der Götter
- 1960: Toro bravo
- 1961: Gli scontenti
- 1961: Das Schwert der Rache (Capitaine tempête)
- 1965: Die grössten Abenteuer der Wikinger (Erik, il vichingo)